# Либеро (волейбол)

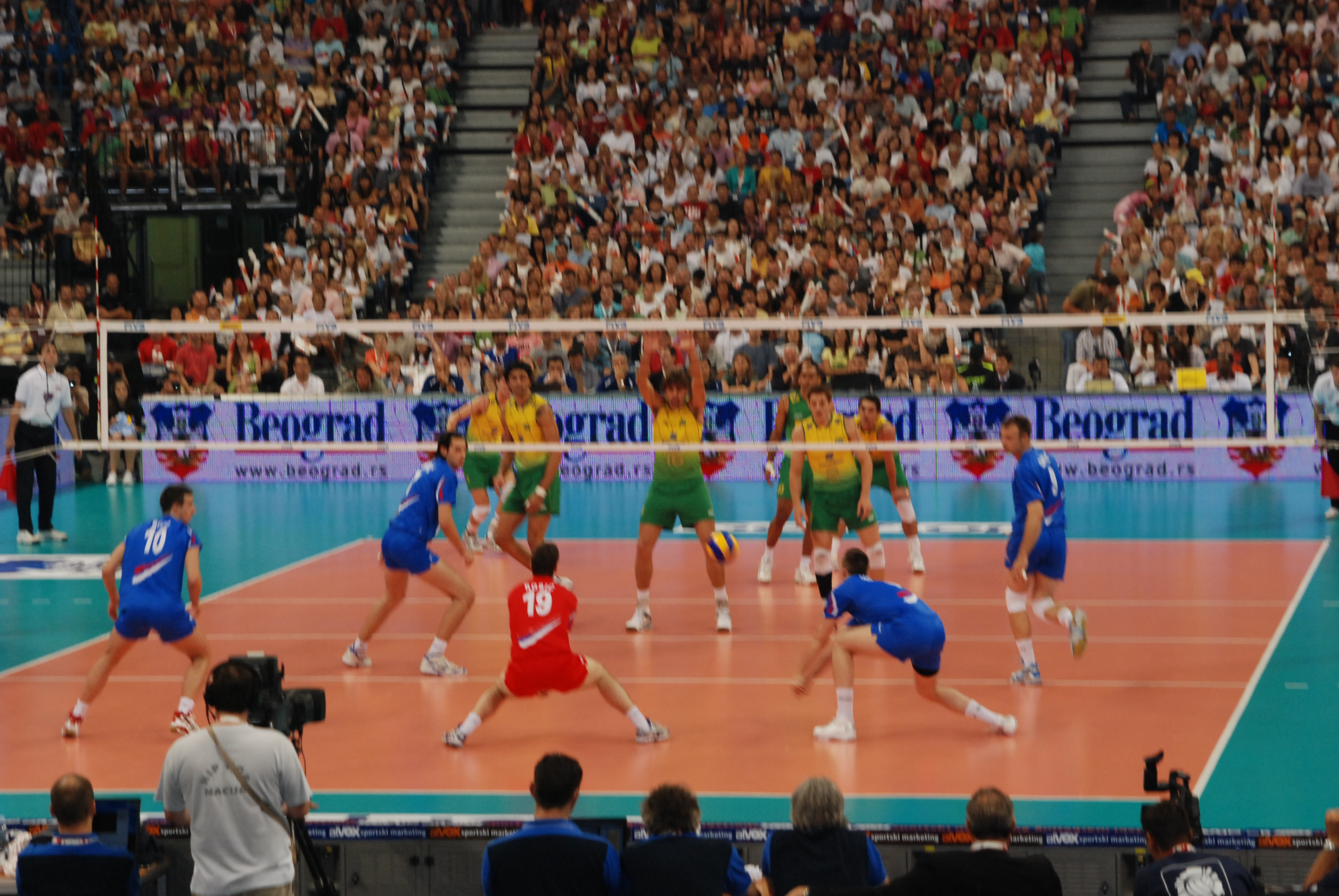
Сербский либеро (в красном) готовится выполнить прием

Либеро (итал. libero «свободный») в волейболе — специальный игрок в составе команды, выполняющий только защитные функции.
Основными задачами, выполняемыми либеро в игре, являются приём атакующих ударов соперника, подбор отскоков от блока и сбросов.

## История
Впервые роль либеро появилась в 1999 году. Основной целью введения нового амплуа стало повышение зрелищности матчей, для чего одновременно с введением роли либеро были также введены другие новшества, такие, как переход к системе «один розыгрыш — одно очко». Введение специалиста по защите в игру позволило продлить продолжительность и зрелищность розыгрышей. Первым крупным международным соревнованием, в котором приняли участие либеро, стала олимпиада в Сиднее 2000 года.

## Либеро в современном волейболе
Согласно правилам, либеро является исключительно защитным игроком. В частности, он не может выполнять подачу, блок и атакующий удар. Более того, другим игрокам запрещено наносить атакующий удар, если последнее касание было выполнено либеро пальцами сверху. Однако при этом он получает право выполнять неограниченное количество замен.
На практике либеро используется для замены центрального блокирующего, когда он находится на задней линии и не выполняет подачу. После внесения в 2012 году изменений в правила, которые позволили заявлять двух игроков на позиции либеро, некоторые команды стали применять тактику, при которой один из игроков играет на приёме, а другой — в защите.

### Комментарии
1. ↑  До этого команды могли заработать очко только со своей подачи.
2. ↑  Имеется в виду атакующий удар в привычном понимании, то есть когда мяч в момент удара находится выше сетки.